# Арион (журнал)
«Арио́н» — российский журнал поэзии, выходивший ежеквартально в 1994—2019 годах. Главный редактор Алексей Алёхин.
Журнал был назван в честь Ариона Метимнейского — древнегреческого лирического поэта, певеца и кифареда из города Мефимны на острове Лесбосе (конец VII — начало VI в. до н. э.).

## История и современность
Журнал «Арион» стал первым за многие десятилетия специализированным поэтическим периодическим изданием России и поэтому с самого начала декларировал себя как проект, стоящий над борьбой различных направлений, литературных школ и эстетических пристрастий: сферой действия «Ариона» была объявлена вся современная русская поэзия. За короткое время журнал завоевал прочные позиции в российском литературном пространстве, публикуя не только довольно обширные подборки, но и отдельные стихотворения широкого круга авторов, обзорные статьи, поэтические переводы, архивные материалы о поэтах начала XX века, отдельные образцы прозаического творчества поэтов. В сто одном номере наиболее полно и широко запечатлена четвертьвековая история русского поэтического слова как в России, так и в русском зарубежье. На страницах «Ариона» публиковались ведущие стихотворцы четырёх поэтических поколений, представители всего спектра творческих направлений, от «традиционалистов» до авангарда; были представлены произведения многих известнейших поэтов России — Олега Чухонцева и Евгения Евтушенко, Александра Кушнера и Инны Лиснянской, Льва Лосева и Андрея Вознесенского, Беллы Ахмадулиной и Сергея Гандлевского, Тимура Кибирова, Льва Рубинштейна, Бахыта Кенжеева и других.
В 1998 году при журнале открылась также книжная серия, в которой вышли сборники Вениамина Блаженного, Евгения Рейна, Григория Кружкова и других значительных поэтов. На рубеже 1990—2000-х гг. эстетические предпочтения журнала и его главного редактора становятся определённее, после чего на страницах «Ариона» преобладает поэзия умеренно-традиционного склада.

## Конец «Ариона»
В январе 2019 года журнал объявил о том, что его 101-й выпуск станет последним: миллионер Александр Мамут, финансировавший издание на протяжении 15 лет, завершил спонсорскую программу. Большинство специалистов, опрошенных интернет-изданием «Год литературы», сошлись в том, что закрытие «Ариона» — печальное событие для русской литературы, хотя в последнее время журнал и находился на спаде; многие из участников опроса оценили противостояние двух поэтических журналов, «Ариона» и «Воздуха», как один из важнейших эпизодов в недавней истории русской поэзии.
16 апреля 2019 года в Доме русского зарубежья состоялся завершающий вечер журнала поэзии «Арион». Кроме редакции журнала и приглашённых гостей, в вечере приняли участие его авторы: Алексей Дьячков, Олег Чухонцев, Андрей Фамицкий, Владимир Салимон, Галина Климова, Ганна Шевченко, Евгений Коновалов, Игорь Иртеньев, Игорь Шайтанов, Ирина Ермакова, Михаил Бару, Сергей Золотарёв, Роман Рубанов, Олеся Николаева.

## Цитаты
Литературный журнал — живой организм. И потому не бессмертен. Зато долгоиграющими остаются результаты его творческой жизни. Мы не изменили поэзию, но, мнится нам, помогли ей быть и меняться. Поэзии всегда трудно. Особенно, когда «не о ней хлопочут поколенья, Промышленным заботам преданы». Ну, не промышленным, а цифровым. Написано в 1835 году, впереди были Тютчев, Фет, Некрасов и весь Серебряный век. Так что… Поэзия продолжается.
— От редакции

Бывают журналы какой-то группы, литературного направления, как «Журнал русских футуристов», хотя и просуществовавший единственным выпуском, или акмеистический «Гиперборей». У «Ариона» изначально другая функция. Это площадка, где в сконцентрированном виде, как бы через увеличительное стекло, должно быть представлено всё существенное, происходящее в нашей поэзии. Он не формирует литературные направления, но старается отразить их. За двадцать с лишним лет облик нашей поэзии менялся — с ним меняется и журнал. Роль издателя тут одна: постараться не пропустить ничего яркого и привлечь критиков, которые попробуют разобраться в происходящем. Сейчас, когда поэзия пребывает в более свойственном ей «цеховом», а не публичном, существовании, роль журналов особенна велика: это важнейший инструмент «цеха».
— Главный редактор журнала «Арион» Алексей Алёхин

Мы каждый год — исключительно консенсусом — вручаем почетные дипломы за новые поэтические книги. Но у нас есть и специальные дипломы — за переводческую работу, публикаторство, комментирование, книгоиздательскую, даже выставочную деятельность и пр. По итогам 2016 года таким специальным дипломом мы отметили журнал поэзии «Арион» в лице его основателя и руководителя Алексея Алёхина. Я уверен, что это было правильно, справедливо. Работавший более 20 постсоветских лет негосударственный, буквально созданный с нуля журнал стал одним из литературных брендов и неотъемлемой частью поэтического пейзажа, поэтому к 2019 году он стал восприниматься — и не только молодым поколением — не как «новая», а как привычная, «старая» институция. А старые культурные институции надо беречь. 
— Главный редактор журнала «Новый мир» Андрей Василевский

## Попечители журнала
- Московская межбанковская валютная биржа
- Национальный резервный банк
- ОСАО «Ингосстрах»
- Компания «CMA Small Systems AB»
- Благотворительный резервный фонд
- Федеральная служба налоговой полиции РФ
- Агентство «Интерфакс»

### Попечительский совет
- Александр Захаров
- Александр Мамут
- Михаил Швыдкой

С ноября 2003 года журнал издавался попечением Благотворительного фонда им. Н. Брежневой

### Редакция
- Главный редактор — Алексей Давидович Алёхин
- Ответственный секретарь — Вадим Ахматханович Муратханов
- Отдел поэзии — Дмитрий Валентинович Тонконогов
- С 1997 по 2017 г.г. Ответственный секретарь журнала — Котлер Юрий Львович

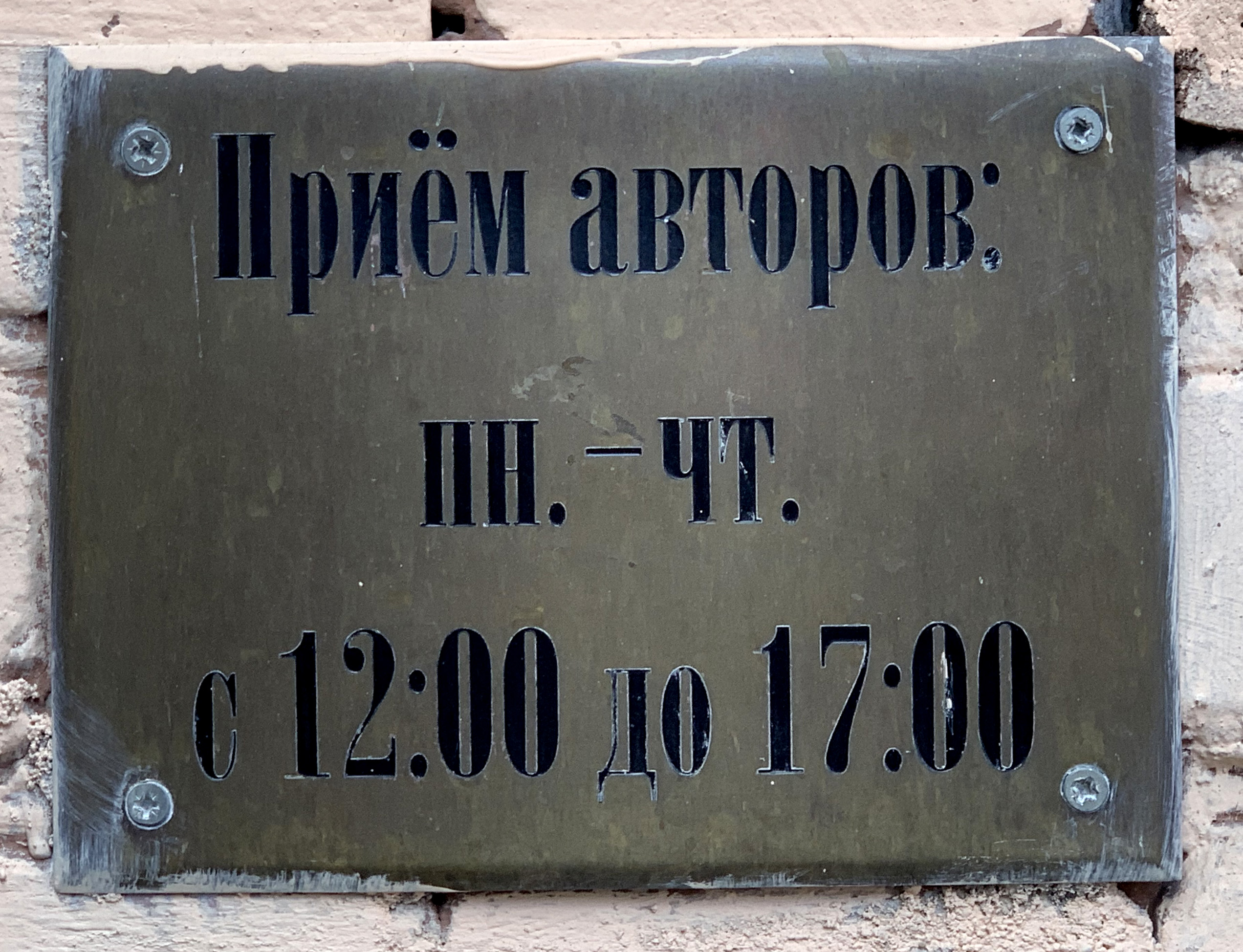

## Награды
- Почётная грамота Московской городской думы (3 декабря 2008 года) — за заслуги перед городским сообществом[9].